# Jim Slaughter
James Walker Slaughter, detto Jim (Bristol, 13 maggio 1928 – Central, 2 agosto 1999), è stato un cestista statunitense, professionista nella NBA e nella ABL.

## Carriera
Venne selezionato dai Tri-Cities Blackhawks al quarto giro del Draft NBA 1951 (31ª scelta assoluta).